# Dicranomyia paramorio
Dicranomyia paramorio är en tvåvingeart. Dicranomyia paramorio ingår i släktet Dicranomyia och familjen småharkrankar.

## Underarter
Arten delas in i följande underarter:
- D. p. paramorio
- D. p. platysoma